# Чемпионат России по лёгкой атлетике 1996
Открытый чемпионат России по лёгкой атлетике 1996 года прошёл 1—5 июля в Санкт-Петербурге на стадионе «Петровский». Соревнования являлись отборочными в сборную России для участия в легкоатлетическом турнире XXVI летних Олимпийских игр в Атланте, прошедшем 26 июля—6 августа. Наряду с российскими легкоатлетами в чемпионате принимали участие спортсмены из ближнего зарубежья.[уточнить] На протяжении 5 дней было разыграно 36 комплектов медалей.
В течение 1996 года в различных городах были проведены также чемпионаты России в отдельных дисциплинах лёгкой атлетики:
- 10—11 февраля — открытый зимний чемпионат России по спортивной ходьбе (Адлер)
- 17—18 февраля — открытый зимний чемпионат России по длинным метаниям (Сочи)
- 25 февраля — открытый чемпионат России по кроссу (Кисловодск)
- 3 марта — открытый чемпионат России по бегу по шоссе (Адлер)
- 20—21 апреля — открытый чемпионат России по спортивной ходьбе (Сочи)
- 4 мая — чемпионат России по бегу на 100 км (Москва)
- 25 июня — чемпионат России в беге на 10 000 метров (Москва)
- 1 сентября — открытый чемпионат России по марафону (Москва)
- 7—8 сентября — чемпионат России по суточному бегу по шоссе (Санкт-Петербург)

## Медалисты

### Мужчины
| Дисциплина                          | Золото                                 | Золото             | Серебро                                   | Серебро            | Бронза                                  | Бронза             |
| ----------------------------------- | -------------------------------------- | ------------------ | ----------------------------------------- | ------------------ | --------------------------------------- | ------------------ |
| 100 м (ветер: 0,0 м/с)              | Андрей Федорив Москва                  | 10,24              | Андрей Григорьев Омская область           | 10,41              | Дмитрий Михайлович Санкт-Петербург      | 10,46              |
| 200 м (ветер: 0,0 м/с)              | Андрей Федорив Москва                  | 20,90              | Александр Соколов Калининградская область | 21,10              | Константин Дёмин Москва                 | 21,27              |
| 400 м                               | Дмитрий Косов Приморский край          | 45,67              | Иннокентий Жаров Санкт-Петербург          | 46,04              | Михаил Вдовин Пензенская область        | 46,32              |
| 800 м                               | Виктор Землянский Санкт-Петербург      | 1.48,38            | Андрей Логинов Москва                     | 1.48,46            | Олег Степанов Курганская область        | 1.48,83            |
| 1500 м                              | Вячеслав Шабунин Москва                | 3.38,18            | Андрей Логинов Москва                     | 3.38,24            | Андрей Рязанов Курганская область       | 3.38,57            |
| 5000 м                              | Фарид Хайруллин Москва                 | 13.40,46           | Сергей Горинцев Санкт-Петербург           | 13.45,47           | Николай Керимов Ульяновская область     | 13.45,97           |
| 3000 м с препятствиями              | Владимир Пронин Москва                 | 8.21,99            | Владимир Голяс Пензенская область         | 8.22,39            | Алексей Горбунов Пермская область       | 8.30,92            |
| 110 м с барьерами (ветер: −1,1 м/с) | Евгений Печёнкин Новосибирская область | 13,45              | Владимир Шишкин Нижегородская область     | 13,68              | Андрей Кислых Кемеровская область       | 13,70              |
| 400 м с барьерами                   | Руслан Мащенко Воронежская область     | 49,74              | Сергей Подрез Воронежская область         | 50,44              | Владислав Ширяев Санкт-Петербург        | 50,60              |
| Прыжок в высоту                     | Алексей Денисов Алтайский край         | 2,26 м             | Сергей Клюгин Москва                      | 2,22 м             | Алексей Макурин Башкортостан            | 2,22 м             |
| Прыжок в высоту                     | Алексей Денисов Алтайский край         | 2,26 м             | Сергей Клюгин Москва                      | 2,22 м             | Вячеслав Воронин Северная Осетия        | 2,22 м             |
| Прыжок в высоту                     | Алексей Денисов Алтайский край         | 2,26 м             | Сергей Клюгин Москва                      | 2,22 м             | Леонид Пумалайнен Москва                | 2,22 м             |
| Прыжок с шестом                     | Игорь Транденков Санкт-Петербург       | 6,01 м             | Пётр Бочкарёв Москва                      | 5,85 м             | Виктор Чистяков Москва                  | 5,80 м             |
| Прыжок в длину                      | Юрий Наумкин Краснодарский край        | 8,21 м (−0,3 м/с)  | Алексей Петрухнов Краснодарский край      | 8,18 м (+0,4 м/с)  | Андрей Игнатов Краснодарский край       | 8,17 м (−0,7 м/с)  |
| Тройной прыжок                      | Василий Соков Московская область       | 17,15 м (+0,3 м/с) | Виктор Сотников Санкт-Петербург           | 17,11 м (+0,3 м/с) | Игорь Сауткин Хабаровский край          | 17,08 м (−0,5 м/с) |
| Толкание ядра                       | Евгений Пальчиков Иркутская область    | 19,71 м            | Алексей Шидловский Москва                 | 19,65 м            | Вячеслав Лыхо Московская область        | 19,06 м            |
| Метание диска                       | Юрий Сеськин Санкт-Петербург           | 60,90 м            | Сергей Ляхов Москва                       | 60,84 м            | Александр Боричевский Санкт-Петербург   | 60,78 м            |
| Метание молота                      | Вадим Херсонцев Санкт-Петербург        | 80,48 м            | Илья Коновалов Курская область            | 79,46 м            | Василий Сидоренко Волгоградская область | 78,82 м            |
| Метание копья                       | Сергей Макаров Московская область      | 83,40 м            | Владимир Овчинников Волгоградская область | 80,24 м            | Андрей Моруев Москва                    | 79,34 м            |
| Десятиборье                         | Николай Афанасьев Татарстан            | 7794 очка          | Валерий Белоусов Ставропольский край      | 7643 очка          | Сергей Никитин Кемеровская область      | 7574 очка          |

### Женщины
| Дисциплина                         | Золото                                 | Золото             | Серебро                              | Серебро            | Бронза                                  | Бронза             |
| ---------------------------------- | -------------------------------------- | ------------------ | ------------------------------------ | ------------------ | --------------------------------------- | ------------------ |
| 100 м (ветер: +0,8 м/с)            | Галина Мальчугина Московская область   | 11,02              | Марина Транденкова Санкт-Петербург   | 11,06              | Ирина Привалова Москва                  | 11,08              |
| 200 м (ветер: +0,1 м/с)            | Ирина Привалова Москва                 | 22,51              | Марина Транденкова Санкт-Петербург   | 22,56              | Екатерина Лещёва Волгоградская область  | 22,70              |
| 400 м                              | Светлана Гончаренко Ростовская область | 51,21              | Екатерина Куликова Санкт-Петербург   | 51,42              | Ольга Котлярова Свердловская область    | 51,44              |
| 800 м                              | Светлана Мастеркова Москва             | 1.58,34            | Елена Афанасьева Московская область  | 1.59,65            | Любовь Цёма Москва                      | 2.00,08            |
| 1500 м                             | Светлана Мастеркова Москва             | 3.59,30            | Людмила Борисова Санкт-Петербург     | 4.02,13            | Людмила Рогачёва Ставропольский край    | 4.02,38            |
| 5000 м                             | Виктория Ненашева Санкт-Петербург      | 15.03,82           | Елена Романова Волгоградская область | 15.06,76           | Фирая Султанова Татарстан               | 15.13,46           |
| 2000 м с препятствиями             | Светлана Виноградова Омская область    | 6.22,28            | Наталья Черепанова Омская область    | 6.22,67            | Светлана Поспелова Иркутская область    | 6.28,21            |
| 100 м с барьерами (ветер: 0,0 м/с) | Наталья Шеходанова Красноярский край   | 12,59              | Юлия Граудынь Москва                 | 12,85              | Татьяна Решетникова Санкт-Петербург     | 12,93              |
| 400 м с барьерами                  | Маргарита Пономарёва Санкт-Петербург   | 55,04              | Анна Кнороз Санкт-Петербург          | 55,26              | Ольга Назарова Санкт-Петербург          | 55,75              |
| Прыжок в высоту                    | Татьяна Моткова Ярославская область    | 1,98 м             | Елена Гуляева Москва                 | 1,96 м             | Юлия Ляхова Москва                      | 1,94 м             |
| Прыжок с шестом                    | Марина Андреева Краснодарский край     | 3,90 м             | Светлана Абрамова Москва             | 3,90 м             | Галина Енваренко Краснодарский край     | 3,80 м             |
| Прыжок в длину                     | Ольга Рублёва Волгоградская область    | 6,87 м (−0,2 м/с)  | Елена Синчукова Москва               | 6,80 м (+0,2 м/с)  | Людмила Галкина Саратовская область     | 6,80 м (−2,2 м/с)  |
| Тройной прыжок                     | Инна Ласовская Москва                  | 14,97 м (+0,5 м/с) | Наталья Каюкова Хабаровский край     | 14,25 м (+1,2 м/с) | Анна Бирюкова Москва                    | 14,03 м (+2,3 м/с) |
| Толкание ядра                      | Ирина Худорошкина Московская область   | 20,00 м            | Ирина Коржаненко Ростовская область  | 19,46 м            | Анна Романова Брянская область          | 19,39 м            |
| Метание диска                      | Наталья Садова Нижегородская область   | 63,80 м            | Ольга Чернявская Ставропольский край | 61,22 м            | Валентина Иванова Волгоградская область | 60,68 м            |
| Метание молота                     | Алла Давыдова Москва                   | 62,66 м            | Ольга Кузенкова Смоленская область   | 62,64 м            | Вероника Ушакова Челябинская область    | 59,60 м            |
| Метание копья                      | Оксана Овчинникова Московская область  | 61,48 м            | Лада Чернова Самарская область       | 60,50 м            | Оксана Ярыгина Кемеровская область      | 57,46 м            |
| Семиборье                          | Светлана Москалец Москва               | 6211 очков         | Елена Лебеденко Москва               | 6143 очка          | Ирина Тюхай Красноярский край           | 6061 очко          |

## Открытый зимний чемпионат России по спортивной ходьбе
Открытый зимний чемпионат России по спортивной ходьбе 1996 прошёл 10—11 февраля в Адлере.

### Мужчины
| Дисциплина      | Золото                   | Золото  | Серебро                           | Серебро | Бронза                               | Бронза  |
| --------------- | ------------------------ | ------- | --------------------------------- | ------- | ------------------------------------ | ------- |
| Ходьба на 20 км | Владимир Андреев Чувашия | 1:19.11 | Ришат Шафиков Челябинская область | 1:19.30 | Андрей Макаров Москва                | 1:19.31 |
| Ходьба на 30 км | Михаил Щенников Москва   | 2:05.09 | Олег Трошин Москва                | 2:06.53 | Павел Васильев Нижегородская область | 2:07.00 |

### Женщины
| Дисциплина      | Золото                    | Золото | Серебро                         | Серебро | Бронза                   | Бронза |
| --------------- | ------------------------- | ------ | ------------------------------- | ------- | ------------------------ | ------ |
| Ходьба на 10 км | Олимпиада Иванова Чувашия | 41.46  | Елена Сайко Челябинская область | 41.56   | Лариса Рамазанова Москва | 42.51  |

## Открытый зимний чемпионат России по длинным метаниям
Открытый зимний чемпионат России по длинным метаниям 1996 прошёл 17—18 февраля в городе Сочи.

### Мужчины
| Дисциплина     | Золото                                | Золото  | Серебро                          | Серебро | Бронза                                | Бронза  |
| -------------- | ------------------------------------- | ------- | -------------------------------- | ------- | ------------------------------------- | ------- |
| Метание диска  | Александр Боричевский Санкт-Петербург | 62,00 м | Николай Орехов Самарская область | 58,10 м | Евгений Карпов Москва                 | 57,96 м |
| Метание молота | Игорь Астапкович Белоруссия           | 80,82 м | Сергей Алай Белоруссия           | 77,56 м | Александр Селезнёв Смоленская область | 75,54 м |
| Метание копья  | Сергей Макаров Московская область     | 79,68 м | Владимир Сасимович Белоруссия    | 77,46 м | Евгений Станкевич Самарская область   | 76,84 м |

### Женщины
| Дисциплина     | Золото                               | Золото  | Серебро                               | Серебро | Бронза                                   | Бронза  |
| -------------- | ------------------------------------ | ------- | ------------------------------------- | ------- | ---------------------------------------- | ------- |
| Метание диска  | Наталья Садова Нижегородская область | 62,24 м | Ирина Грачёва Московская область      | 59,68 м | Валентина Иванова Волгоградская область  | 59,40 м |
| Метание молота | Алла Фёдорова Москва                 | 65,68 м | Людмила Губкина Белоруссия            | 60,22 м | Татьяна Константинова Смоленская область | 59,74 м |
| Метание копья  | Наталья Шиколенко Белоруссия         | 60,74 м | Оксана Овчинникова Московская область | 59,76 м | Лада Чернова Самарская область           | 57,40 м |

## Открытый чемпионат России по кроссу
Открытый чемпионат России по кроссу состоялся 25 февраля 1996 года в Кисловодске, Ставропольский край.

### Мужчины
| Дисциплина  | Золото                 | Золото | Серебро                | Серебро | Бронза                           | Бронза |
| ----------- | ---------------------- | ------ | ---------------------- | ------- | -------------------------------- | ------ |
| Кросс 12 км | Сергей Федотов Бурятия | 36.07  | Фарид Хайруллин Москва | 36.24   | Андрей Кузнецов Хабаровский край | 36.28  |

### Женщины
| Дисциплина | Золото                                | Золото | Серебро                     | Серебро | Бронза                         | Бронза |
| ---------- | ------------------------------------- | ------ | --------------------------- | ------- | ------------------------------ | ------ |
| Кросс 6 км | Людмила Деревянкина Самарская область | 19.14  | Надежда Татаренкова Хакасия | 19.16   | Надежда Галлямова Башкортостан | 19.27  |

## Открытый чемпионат России по бегу по шоссе
Открытый чемпионат России по бегу по шоссе 1996 состоялся 3 марта в Адлере.

### Мужчины
| Дисциплина | Золото                           | Золото  | Серебро                          | Серебро | Бронза                              | Бронза  |
| ---------- | -------------------------------- | ------- | -------------------------------- | ------- | ----------------------------------- | ------- |
| 10 км      | Геннадий Панин Татарстан         | 29.00   | Юрий Пунда Санкт-Петербург       | 29.00   | Александр Васильев Чувашия          | 29.02   |
| 20 км      | Андрей Кузнецов Хабаровский край | 1:00.16 | Владимир Епанов Пермская область | 1:00.48 | Алексей Арефьев Кемеровская область | 1:00.49 |

### Женщины
| Дисциплина | Золото                      | Золото  | Серебро                               | Серебро | Бронза                    | Бронза  |
| ---------- | --------------------------- | ------- | ------------------------------------- | ------- | ------------------------- | ------- |
| 5 км       | Надежда Татаренкова Хакасия | 15.50   | Надежда Изадёрова Челябинская область | 15.54   | Сильвия Скворцова Чувашия | 15.56   |
| 20 км      | Фирая Султанова Татарстан   | 1:05.12 | Алла Жиляева Курская область          | 1:06.38 | Елена Мазовка Белоруссия  | 1:06.54 |

## Открытый чемпионат России по спортивной ходьбе
Открытый чемпионат России по спортивной ходьбе 1996 прошёл 20—21 апреля в Сочи.

### Мужчины
| Дисциплина      | Золото                                | Золото  | Серебро                            | Серебро | Бронза                             | Бронза  |
| --------------- | ------------------------------------- | ------- | ---------------------------------- | ------- | ---------------------------------- | ------- |
| Ходьба на 20 км | Михаил Щенников Москва                | 1:18.36 | Илья Марков Свердловская область   | 1:18.48 | Владимир Андреев Чувашия           | 1:19.45 |
| Ходьба на 50 км | Андрей Плотников Владимирская область | 3:40.58 | Николай Матюхин Московская область | 3:42.30 | Валерий Спицын Челябинская область | 3:43.00 |

### Женщины
| Дисциплина      | Золото                  | Золото | Серебро                 | Серебро | Бронза                   | Бронза |
| --------------- | ----------------------- | ------ | ----------------------- | ------- | ------------------------ | ------ |
| Ходьба на 10 км | Елена Николаева Чувашия | 41.04  | Елена Грузинова Чувашия | 41.31   | Лариса Рамазанова Москва | 41.49  |

## Чемпионат России по бегу на 100 км
Чемпионат России по бегу на 100 километров прошёл 4 мая в Москве одновременно с чемпионатом мира. Константин Санталов в третий раз в карьере выиграл как мировое первенство, так и национальный чемпионат. Валентина Шатяева стала двукратной чемпионкой мира и России.

### Мужчины
| Дисциплина | Золото                                 | Золото  | Серебро                              | Серебро | Бронза                      | Бронза      |
| ---------- | -------------------------------------- | ------- | ------------------------------------ | ------- | --------------------------- | ----------- |
| 100 км     | Константин Санталов Московская область | 6:32.41 | Алексей Круглов Владимирская область | 6:36.13 | Фарит Зарипов [a] Татарстан | 6:44.56 [a] |

a  Юрий Стариков, занявший третье место в зачёте чемпионата России (6:44.10), впоследствии был дисквалифицирован в связи с положительной допинг-пробой.

### Женщины
| Дисциплина | Золото                                | Золото  | Серебро                              | Серебро | Бронза                           | Бронза  |
| ---------- | ------------------------------------- | ------- | ------------------------------------ | ------- | -------------------------------- | ------- |
| 100 км     | Валентина Шатяева Саратовская область | 7:33.10 | Елена Сидоренкова Смоленская область | 7:48.25 | Валентина Ляхова Курская область | 7:53.14 |

## Открытый чемпионат России по бегу на 10 000 метров
Открытый чемпионат России по бегу на 10 000 метров прошёл 25 июня в Москве в рамках мемориала Владимира Куца.

### Мужчины
| Дисциплина | Золото                | Золото   | Серебро                | Серебро  | Бронза                              | Бронза   |
| ---------- | --------------------- | -------- | ---------------------- | -------- | ----------------------------------- | -------- |
| 10 000 м   | Камил Масе Нидерланды | 28.23,27 | Фарид Хайруллин Москва | 28.34,71 | Николай Керимов Ульяновская область | 28.47,61 |

### Женщины
| Дисциплина | Золото                  | Золото  | Серебро                        | Серебро | Бронза                    | Бронза  |
| ---------- | ----------------------- | ------- | ------------------------------ | ------- | ------------------------- | ------- |
| 10 000 м   | Людмила Петрова Чувашия | 32.07,7 | Клара Кашапова Санкт-Петербург | 32.13,7 | Фирая Султанова Татарстан | 32.21,7 |

## Открытый чемпионат России по марафону
Открытый чемпионат России 1996 года по марафону состоялся 1 сентября. Звания чемпионов страны разыгрывались на трассе Московского международного марафона мира.

### Мужчины
| Дисциплина | Золото                            | Золото  | Серебро                         | Серебро | Бронза                           | Бронза  |
| ---------- | --------------------------------- | ------- | ------------------------------- | ------- | -------------------------------- | ------- |
| Марафон    | Александр Гурин Самарская область | 2:19.24 | Игорь Изюмов Московская область | 2:19.42 | Николай Плыкин Самарская область | 2:20.05 |

### Женщины
| Дисциплина | Золото                            | Золото  | Серебро                 | Серебро | Бронза                           | Бронза  |
| ---------- | --------------------------------- | ------- | ----------------------- | ------- | -------------------------------- | ------- |
| Марафон    | Ирина Тимофеева Самарская область | 2:37.56 | Любовь Моргунова Москва | 2:41.49 | Любовь Белавина Пермская область | 2:46.18 |

## Чемпионат России по суточному бегу по шоссе
Чемпионат России по суточному бегу по шоссе прошёл 7—8 сентября в Санкт-Петербурге в рамках 10-го пробега «Испытай себя». Анатолий Кругликов показал лучший результат в истории пробега — 253 252 м. Серебряный призёр Иван Лабутин отстал от него менее чем на километр.

### Мужчины
| Дисциплина   | Золото                                | Золото    | Серебро                           | Серебро   | Бронза                      | Бронза    |
| ------------ | ------------------------------------- | --------- | --------------------------------- | --------- | --------------------------- | --------- |
| Суточный бег | Анатолий Кругликов Смоленская область | 253 252 м | Иван Лабутин Владимирская область | 252 490 м | Михаил Еремисов Саха−Якутия | 248 566 м |

### Женщины
| Дисциплина   | Золото                                    | Золото    | Серебро              | Серебро   | Бронза | Бронза |
| ------------ | ----------------------------------------- | --------- | -------------------- | --------- | ------ | ------ |
| Суточный бег | Светлана Савоськина Волгоградская область | 191 854 м | Майя Ковалёва Москва | 157 200 м |        |        |

## Состав сборной России для участия в XXVI летних Олимпийских играх
По итогам чемпионата и с учётом выполнения необходимых нормативов, в состав сборной для участия в XXVI летних Олимпийских играх в Атланте вошли:
Мужчины
100 м: Андрей Федорив.

200 м: Андрей Федорив.

Эстафета 4х400 м: Дмитрий Косов, Иннокентий Жаров, Михаил Вдовин, Руслан Мащенко.

1500 м: Вячеслав Шабунин, Андрей Логинов.

Марафон: Олег Стрижаков, Леонид Швецов.

3000 м с препятствиями: Владимир Пронин, Владимир Голяс.

110 м с барьерами: Евгений Печёнкин, Андрей Кислых.

400 м с барьерами: Руслан Мащенко.

Прыжок с шестом: Игорь Транденков, Пётр Бочкарёв, Виктор Чистяков.

Прыжок в длину: Юрий Наумкин, Алексей Петрухнов, Андрей Игнатов.

Тройной прыжок: Василий Соков, Виктор Сотников, Игорь Сауткин.

Толкание ядра: Евгений Пальчиков, Алексей Шидловский.

Метание диска: Сергей Ляхов, Александр Боричевский.

Метание молота: Вадим Херсонцев, Илья Коновалов, Василий Сидоренко.

Метание копья: Сергей Макаров, Владимир Овчинников, Андрей Моруев.

Десятиборье: Николай Афанасьев.

Ходьба 20 км: Михаил Щенников, Илья Марков, Ришат Шафиков.

Ходьба 50 км: Михаил Щенников, Андрей Плотников, Николай Матюхин.
Женщины
100 м: Марина Транденкова, Ирина Привалова, Наталья Воронова.

200 м: Ирина Привалова, Галина Мальчугина.

Эстафета 4х100 м: Галина Мальчугина, Ирина Привалова, Марина Транденкова, Екатерина Лещёва, Наталья Воронова.

400 м: Светлана Гончаренко, Ольга Котлярова.

Эстафета 4х400 м: Светлана Гончаренко, Екатерина Куликова, Ольга Котлярова, Татьяна Чебыкина.

800 м: Светлана Мастеркова, Елена Афанасьева, Любовь Цёма.

1500 м: Светлана Мастеркова, Людмила Борисова, Людмила Рогачёва.

5000 м: Елена Романова.

10 000 м: Людмила Петрова, Клара Кашапова, Фирая Султанова.

Марафон: Валентина Егорова, Рамиля Бурангулова, Алла Жиляева.

100 м с барьерами: Наталья Шеходанова, Юлия Граудынь, Татьяна Решетникова.

400 м с барьерами: Анна Кнороз.

Прыжок в высоту: Татьяна Моткова, Елена Гуляева, Юлия Ляхова.

Прыжок в длину: Ольга Рублёва, Елена Синчукова, Людмила Галкина.

Тройной прыжок: Инна Ласовская, Наталья Каюкова, Анна Бирюкова.

Толкание ядра: Ирина Худорошкина, Ирина Коржаненко, Светлана Кривелёва.

Метание диска: Наталья Садова, Ольга Чернявская, Валентина Иванова.

Метание копья: Оксана Овчинникова.

Семиборье: Светлана Москалец, Елена Лебеденко, Ирина Тюхай.

Ходьба 10 км: Ирина Станкина, Елена Николаева, Елена Грузинова.